# Dictyna shilenkovi
Dictyna shilenkovi là một loài nhện trong họ Dictynidae.
Loài này thuộc chi Dictyna. Dictyna shilenkovi được miêu tả năm 2000 bởi Danilov.